# Mendelssohnruhe

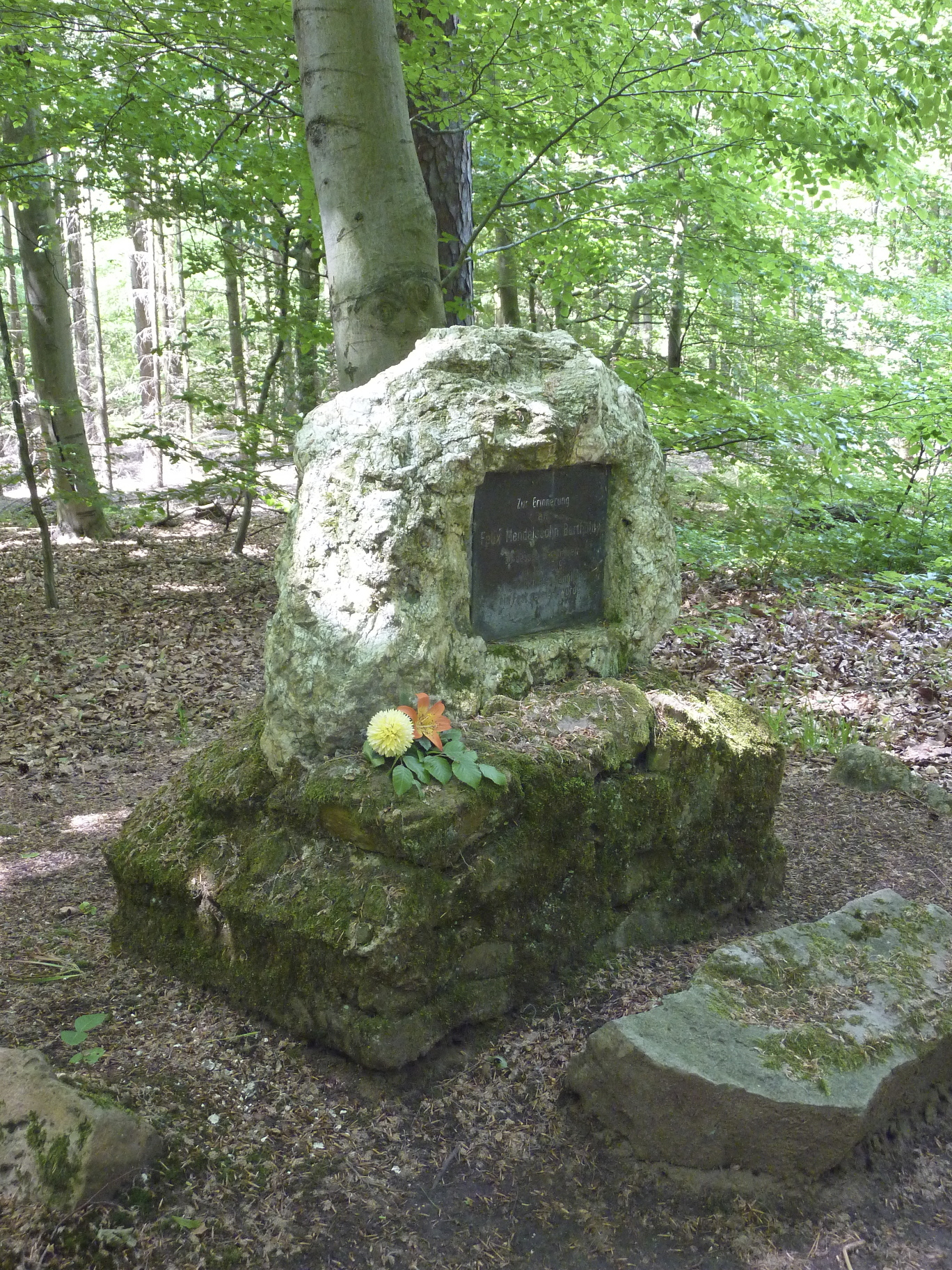
Mendelssohnruhe mit Gedenkstein

Die Mendelssohnruhe ist eine Gedenkstätte zu Ehren des Komponisten Felix Mendelssohn Bartholdy (1809–1847) in Frankfurt am Main. Der im Jahr 1909 gestiftete Gedenkstein mit Bronzetafel steht im Frankfurter Stadtwald. Er erinnert an ein dort im Juli 1839 veranstaltetes Fest zu Ehren Mendelssohn Bartholdys, in dessen Verlauf einige seiner Chorwerke uraufgeführt worden sind.

## Lage
Die Mendelssohnruhe liegt etwas abgeschieden von für den öffentlichen Straßenverkehr freigegebenen Wegen an einem Waldweg im Oberwald genannten östlichen Teils des Frankfurter Stadtwaldes. Der Ort liegt in der Gemarkung des südlich des Mains gelegenen Stadtteils Sachsenhausen. Die Gedenkstätte befindet sich dort in der Nähe der Oberschweinstiege, am Rindspfad im Gewann 81, zwischen Welscher Weg und Isenburger Schneise. Sie liegt etwa auf halber Strecke zwischen dem im 20. Jahrhundert angelegten Jacobiweiher im Norden und der nördlichen Stadtgrenze von Neu-Isenburg im Süden bei 50° 3′ 56,6″ N, 8° 41′ 9,8″ O.

## Geschichte
Im Juli des Jahres 1839 hatten Frankfurter Bürger im Stadtwald ein Fest zu Ehren Felix Mendelssohn Bartholdys ausgerichtet. Dem Komponisten wird nachgesagt, er sei durch Spaziergänge im Stadtwald zu einigen seiner Kompositionen inspiriert worden, darunter einige der als drei Liederzyklen angelegten Sechs Lieder im Freien zu singen (→ Werke für gemischten Chor bzw. Solistenensemble von Felix Mendelssohn Bartholdy). Mendelssohn erwähnt in seinem Brief an die Mutter Ihr Vögel in den Zweigen schwank op. 41 Nr. 1 und Lerchengesang (Kanon) Wie lieblicher Klang, o Lerche op. 48 Nr. 4. Mehrere dieser Lieder wurden auf der Feier im Wald durch einen Chor uraufgeführt. Der Komponist nahm selbst an dem Fest teil und berichtete später in Briefen davon.

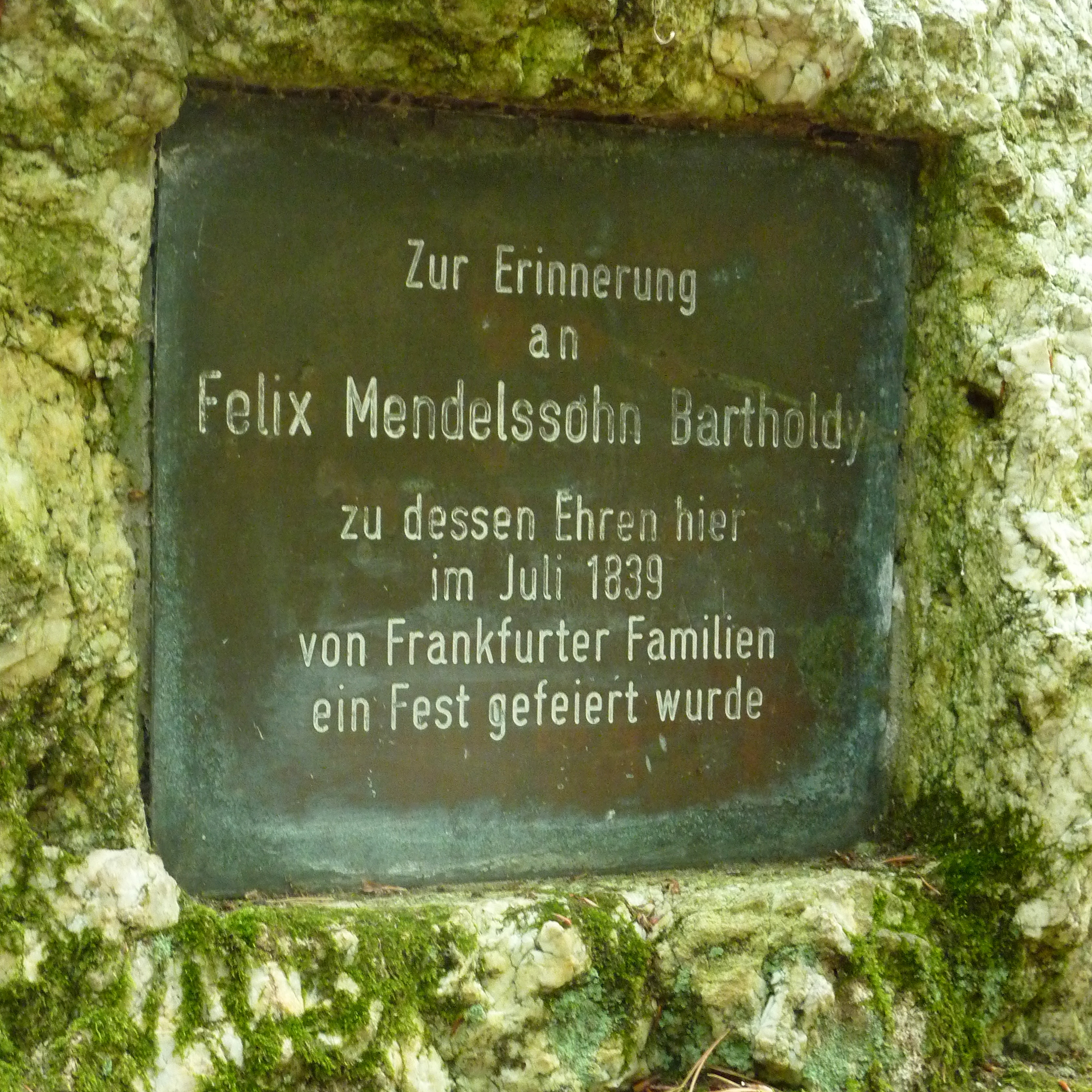
Bronzetafel am Gedenkstein

Um an das Ereignis zu erinnern, stiftete die Familie Jeanrenaud, Familie von Mendelssohns Ehefrau Cécile Charlotte Sophie Mendelssohn Bartholdy (1817–1853), im Jahr 1909 – zum 100. Geburtstag Mendelssohns und 70. Jahrestags des Konzertes – einen Gedenkstein – einen aus Syenit bestehenden, knapp einen Meter hohen Findling, der von einem unbekannten Künstler mit einem gemauerten Sockel sowie mit einer Bronzetafel mit Inschrift versehen wurde. Die Inschrift der am Gedenkstein angebrachten Tafel lautet: „Zur Erinnerung an Felix Mendelssohn Bartholdy[,] zu dessen Ehren hier im Juli 1839 von Frankfurter Familien ein Fest gefeiert wurde.“
Die Mendelssohnruhe wurde 1934, in der Zeit des Nationalsozialismus, zerstört und der Gedenkstein wurde von Waldarbeitern an Ort und Stelle vergraben. Im Jahr 1948, nach dem Ende des Zweiten Weltkrieges, wurde der Stein wieder ausgegraben, und die Gedenkstätte wurde vor Ort wiederhergestellt.

## Verkehrsanbindung
Durch ihre Lage an einem unbefestigten Weg mitten im Wald ist die Mendelssohnruhe direkt nur zu Fuß, mit dem Fahrrad oder auf Reitpferden zu erreichen. Die nächstgelegene Haltestelle der Straßenbahnlinie 17 ist Oberschweinstiege. Von dort führt der Welscher Weg südöstlich in Richtung Neu-Isenburg. Der erste in südlicher Richtung diagonal rechts davon abzweigende Waldweg führt unmittelbar an der Mendelssohnruhe vorüber. Die zurückzulegende Strecke beträgt etwa einen Kilometer. Der nächste Parkplatz liegt etwa einen Kilometer nordwestlich der Mendelssohnruhe an einem Seitenweg der Isenburger Schneise.
Ein Kontrast zum Namen der Gedenkstätte („Ruhe“) ist der Umstand, dass dort je nach Windrichtung der Fluglärm von den Ein- und Abflugschneisen des Frankfurter Flughafens hörbar ist.